# Aleksandr Bronzow
Aleksandr Aleksandrowicz Bronzow (ros. Александр Александрович Бронзов; 1858–1919 albo 1937) – rosyjski teolog prawosławny i publicysta, absolwent Petersburskiej Akademii Duchownej i wykładowca teologii moralnej na tejże uczelni.

## Prace
- Prace w rosyjskiej wersji Wikiźródeł (ros.)
- Бронзов, А. А. Нравственное богословие в России в течение XIX столетия. — СПб., 1901